# Rosario de Perijá
Pour les articles homonymes, voir Rosario (homonymie) et Perija.
Rosario de Perijá est l'une des 21 municipalités de l'État de Zulia au Venezuela. Son chef-lieu est Villa del Rosario. En 2011, la population s'élève à 85 006 habitants.

## Géographie

### Subdivisions
La municipalité est constituée de trois paroisses civiles avec chacune à sa tête une capitale (entre parenthèses) :
- Donaldo García (Barranquitas) ;
- El Rosario (Villa del Rosario) ;
- Sixto Zambrano (San Ignacio).